# Francis Herbert Bradley
Francis Herbert Bradley (ur. 30 stycznia 1846, zm. 18 września 1924) – brytyjski filozof, idealista.

## Życiorys
Urodził się w Clapham, Surrey, Anglia (dziś część Wielkiego Londynu). Był synem Charlesa Bradleya, ewangelickiego pastora i Emmy Linton, drugiej żony Charlesa. Pobierał nauki w Cheltenham College oraz Marlborough College. Jako nastolatek czytał Krytykę czystego rozumu Immanuela Kanta. W 1865 r. wstąpił do University College, Oxford University. 
W 1870 r. rozpoczął pracę w Merton College, gdzie pozostał do śmierci w 1924 r. Został pochowany na cmentarzu Holywell w Oksfordzie.
W czasie swojego życia Bradley był jednym z najbardziej szanowanych filozofów na Wyspach Brytyjskich, wielokrotnie przyznawano mu tytuł doctor honoris causa. Był pierwszym brytyjskim filozofem odznaczonym Orderem Zasługi. Jego praca w Merton College nie pociągała za sobą konieczności prowadzenia wykładów, co pozwalało mu swobodnie poświęcać się pisaniu. Znany był ze swego pluralistycznego podejścia do filozofii. Taki punkt widzenia pozwalał przekraczać podziały pomiędzy logiką, metafizyką i etyką.
Reputacja filozoficzna Bradleya obniżyła się jednak po jego śmierci. Brytyjski idealizm był atakowany przez George’a Edwarda Moore’a oraz Bertranda Russella. Powszechnie znana jest też krytyka Alfreda Jules’a Ayera zawarta w Language, Truth and Logic. Zarzuca on Bradleyowi wygłaszanie sądów niespełniających wymagań weryfikowalności.

## Filozofia
Bradley odrzucił utylitarystyczne i empirystyczne tendencje panujące w filozofii angielskiej reprezentowane przez Johna Locke'a, Davida Hume’a i Johna Stuarta Milla. Bradley był czołowym przedstawicielem szkoły filozoficznej znanej jako angielski idealizm absolutny , inspirowanej silnie przez Immanuela Kanta, Johanna Fichtego, Friedricha Schellinga i G. W. F. Hegla, choć Bradley starał się bagatelizować znaczenie tych wpływów. Myśl Bradleya bywa niekiedy porównywana z filozofią Adiego Śankary.
Jedną z cech charakterystycznych metod Bradleya jest technika ukazywania wieloznaczności w języku, szczególnie zaś w pojedynczych słowach. Metodę tę postrzegać można jako antycypację późniejszych osiągnięć w filozofii języka. Sformułował też koherencyjną koncepcję prawdy

## Publikacje
- Appearance and Reality, London : S. Sonnenschein; New York : Macmillan, 1893. (1916 edition)
- Essays on Truth and Reality, Oxford: Clarendon Press, 1914.
- The Principles of Logic, London:Oxford University Press, 1922. (Volume 1)/(Volume 2)
- Ethical Studies, 1876, Oxford: Clarendon Press, 1927, 1988.
- Collected Essays, vols. 1-2, Oxford: Clarendon Press, 1935.
- The Presuppositions Of Critical History, Chicago: Quadrangle Books, 1968.